# Tu hú Trung Quốc
Tu hú Trung Quốc hay còn gọi là Táo Quyên (chữ Hán: 噪鹃, Danh pháp khoa học: Eudynamys scolopaceus chinensis) là một phân loài của loài tu hú châu Á (Eudynamys scolopaceus) phân bố ở miền nam Trung Quốc, bán đảo Đông Dương, ngoại trừ bán đảo Mã Lai Chúng sinh sống ở Thái Lan, Lào, Campuchia, Việt Nam, đông nam Trung Quốc và một phần Malaysia. Ở Việt Nam, chim tu hú phân bố ở khắp các vùng đồng bằng và vùng trung du. Vào mùa đông, rất ít gặp loài này vì phần lớn chúng bay về phương nam để tránh rét, chúng còn được gọi đơn giản là chim tu hú hay tu hú và cũng còn được gọi là chim quyên hay đỗ quyên. 

## Đặc điểm
Chim trống có bộ lông đen với ánh xanh thẫm. Chim mái lông lốm đốm đen nhạt và trắng. Đầu chim mái màu hơi nhạt hơn và hung hơn so với chim trống. Chim non lông đen toàn thân, nhưng sau kỳ thay lông đầu tiên nó đã chuyển thành bộ lông gần như chim mái. Chim trống thì có bộ lông đỏ trong một thời gian rồi chuyển dần sang bộ lông trưởng thành với mắt đỏ, mỏ xanh xám, gốc mỏ đen, chân xám chì. Tu hú giống sáo sậu, chỉ khác nhau ở tiếng hót. Con đực có màu lông đen thẫm, mắt có màu xanh, hai chân màu chì. Con cái lông có màu đốm sáng và nhỏ hơn con đực.
Chim tu hú là loài ăn tạp, chúng ăn tất cả các loại côn trùng, sâu bướm, trứng và các động vật có xương sống nhỏ cũng như ăn cả trái cây. Tu hú mẹ không có khả năng tha mồi nuôi con vì chim mẹ chuyên ăn sâu, ăn cả những con sâu có nọc độc, độc tố. Cơ thể chim trưởng thành sẽ miễn nhiễm với độc tố của sâu độc nhưng tu hú con chưa có hệ thống miễn nhiễm, nên nếu ăn phải sâu độc nó có thể sẽ chết, vì vậy tu hú mẹ phải nhờ đến các loài chim khác nuôi con của nó đây là việc làm cần thiết để tránh nguy hiểm cho con non, tạo môi trường thuận lợi duy trì nòi giống của mình.

## Tập tính
Đặc điểm của loài tu hú là loài đẻ nhờ, không bao giờ làm tổ mà chỉ tìm các tổ chim khác để đẻ. Chim tu hú là loài chim không ấp trứng và cũng không nuôi con, chúng đẻ trứng vào tổ chim khác chẳng hạn như một số loài chim chích đầm lầy thuộc chi Locustella. Ở Việt Nam tu hú thường đẻ vào tổ sáo sậu rồi cho sáo sậu ấp trứng nở và nuôi hộ con mình. Khi đẻ, tu hú chỉ đẻ một trứng duy nhất của nó trong tổ của nhiều loài chim khác nhau, kể cả tổ của các loài chim nhỏ. Thường con tu hú trống có nhiệm vụ bay vờn quanh tổ để thu hút sự chú ý của chim chủ nhà và cố tình dụ cho chim chủ nhà bay ra khỏi tổ đuổi, đánh lạc hướng cho tu hú mái vào đẻ một quả trứng của mình trong tổ.
Sau khi chim chủ của tổ chim đẻ trứng đầu tiên được một ngày rưỡi thì tu hú tìm cách đẻ trứng vào đó. Tu hú mái tìm một tổ chim chích đã đẻ trứng và ăn một quả trứng của loài chim này, sau đó đẻ vào đó một quả trứng khác. Quả trứng này có kính thước gần bằng của trứng chim chích với hoa văn rất giống khiến cặp đôi chim chích không thể nhận ra. Chim mái bằng sự tinh quái của mình còn nhận biết và tính toán được cả thời gian mà trứng của chúng sẽ nở, con của tu hú sẽ nở trước hoặc ít nhất cũng bằng với các con chim chích. Trứng tu hú thường nở trước 2, 3 ngày so với trứng của chim chủ nhà.
Để bảo đảm trứng của mình được chăm sóc, tu hú mái thường ăn trứng hoặc làm hư hại trứng của chim chủ rồi mới đẻ trứng của mình vào. Những đứa con của chúng sau này cũng sẽ làm hỏng trứng hoặc giết những đứa con trong tổ, sau thời gian ấp nhờ, mặc dù mới nở ra còn đỏ hỏn, nhưng tu hú con nhanh chóng dùng sức mạnh cơ bắp, đôi cánh và phần lưng để đẩy con chim chích non mới nở cùng những quả trứng còn lại văng ra khỏi tổ để độc chiếm nguồn thức ăn nuôi dưỡng bầy con của cặp chim chích bố mẹ. Nó lớn lên rất nhanh và suốt ngày kêu réo nguồn thức ăn từ đôi chim chích bố mẹ, tu hú non lớn nhanh như thổi, thậm chí thân hình còn to hơn cả bố mẹ nuôi. Đến khi đã đủ lông, đủ cánh, tu hú con sẽ bay đi, bỏ rơi kẻ nuôi dưỡng nó không một sự đền đáp.

## Trong văn hóa

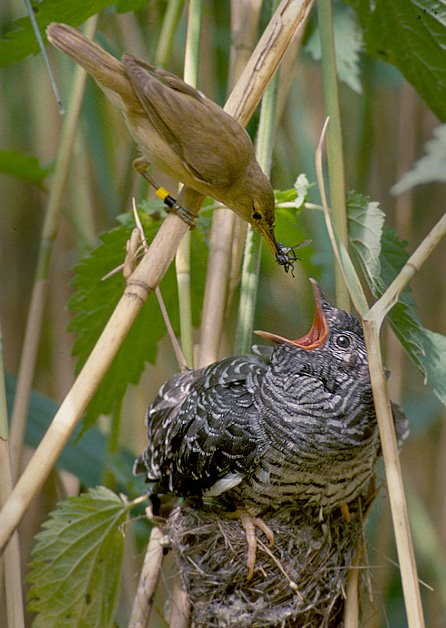
Chích sây nuôi con tu hú

Ở Việt Nam có câu chuyện "Sự tích chim tu hú" kể về hai người cùng cạo đầu xuất gia từ ngày còn trẻ và cùng tu ở một ngôi chùa hẻo lánh, một người được Phật độ cho thành chính quả nhưng người kia tên là Bất Nhẫn thì rất buồn bực. Quan Âm biết chuyện bèn thử thách lòng kiên nhẫn, cuối cùng người kia không vượt qua được và Quan Âm phán rằng "Nhà ngươi vẫn chưa thực tâm nhẫn nhục, như thế thì tu gì mà tu. Có tu hú". Phật bà Quan âm sau đó bắt Bất Nhẫn hóa thành một giống chim mà người đời sau quen gọi là chim tu hú, thứ chim đó vào khoảng cuối hè sang thu hay xuất hiện, đúng vào lúc xảy ra câu chuyện giữa Bất Nhẫn với Phật bà. Ở Việt Nam cũng có thành ngữ "tu hú đẻ nhờ".
Tên gọi của chúng còn có nhiều tranh cãi. Theo Đào Duy Anh thì đó là con chim tu hú vì Chim đỗ quyên hay chim quyên, vốn là chim tu hú, hay kêu về mùa hè. Từ điển Dictionnaire classique de la langue chinoise của F.S. Couvreur thì dịch là "coucou" (cúc-cu), từ điển song ngữ Anh Việt hoặc Pháp Việt thường dịch cuckoo hoặc coucou thành chim cu cu, đây chính là con chim tu hú. Một bài hát mang tên Mùa Hoa Phượng Nở có nhắc đến loài chim tu hú: "Tu hú kêu, tu hú kêu, hoa gạo nở hoa phượng đỏ đầy ước mơ hi vọng. Tu hú kêu, tu hú kêu, mùa quả chín vào mùa thi, tình bạn trong sáng dưới mái trường. Ve ve ve, hè về, vui vui vui, hè về".